# Ulf Karl Olov Nilsson

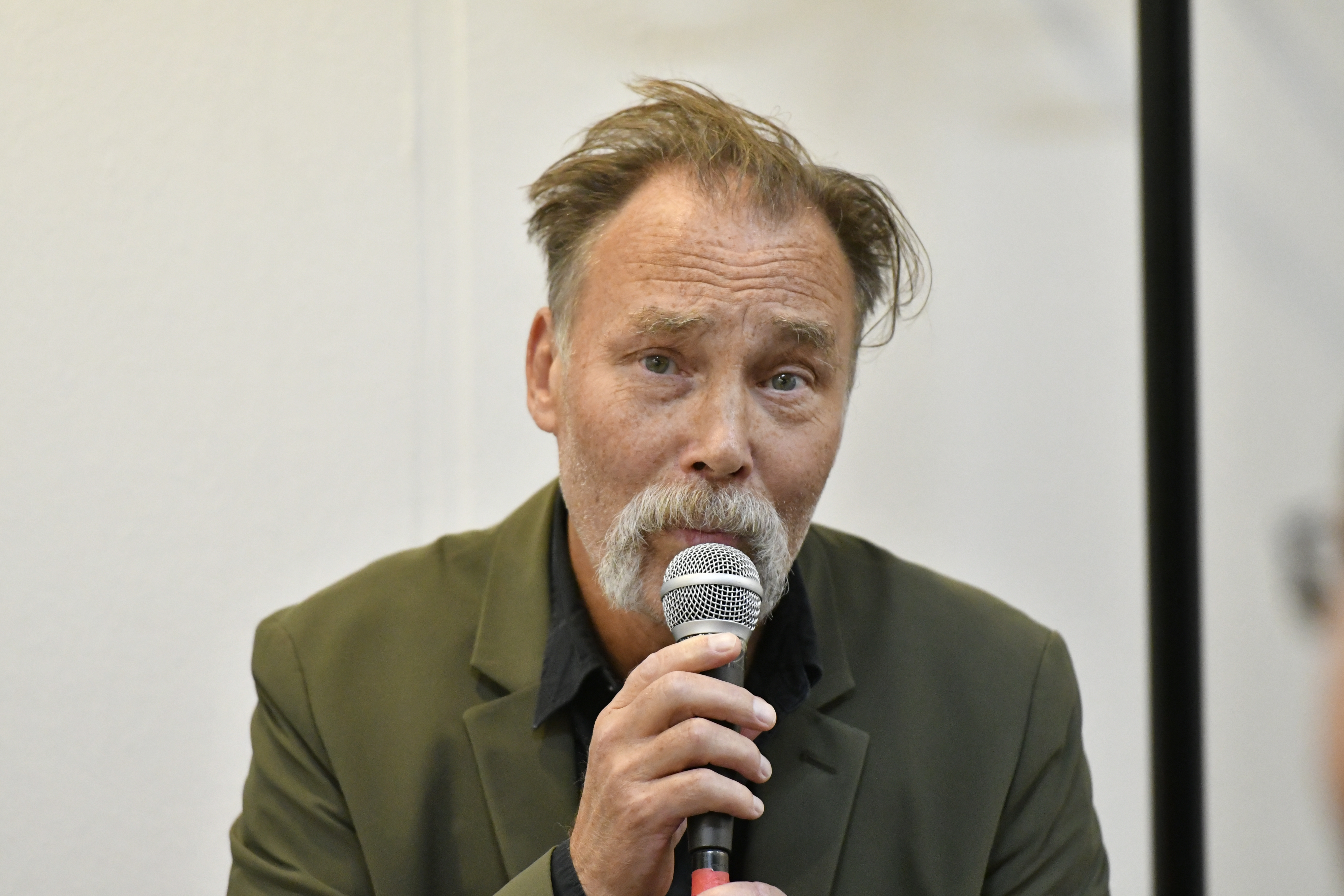
UKON på bokmässan i Göteborg 2024.

Ulf Karl Olov Nilsson, även känd som UKON, född 13 mars 1965 i Robertsfors, Västerbottens län, är en svensk författare, psykolog, psykoterapeut, psykoanalytiker och översättare.
Nilsson växte upp i Umeå och är sedan slutet av 1980-talet bosatt i Göteborg. Han skriver litteraturkritik i Svenska Dagbladet och Göteborgs-Posten, och sitter i redaktionen för tidskrifterna Glänta och Arche. Han var tidigare redaktionsmedlem i kulturtidskriften OEI. Han medverkar regelbundet i P1:s OBS samt i författarpanelen i SVT:s Babel. 2024 var han värd i Sommar i P1.   

### Översättningar
- 2008 – Jacques Roubaud: Någonting svart, tillsammans med Jonas (J) Magnusson (Rámus förlag) ISBN 978-91-9770-745-9.
- 2009 – Charles Reznikoff: Vittnesmål: Amerikas förenta stater (1885–1915) (Forlaget Attåt) ISBN 978-82-9302-902-1.
- 2013 – Charles Reznikoff: Förintelsen (Rámus förlag) ISBN 978-91-8670-321-9.
- 2021 – Emily Dickinson: Faskikel 40, De enda nyheterna, tillsammans med Jenny Tunedal (Förlaget Anti) ISBN 978-91-986203-2-0.
- 2022 – Emily Dickinson: Faskikel 34, Ändlös rosmarin, tillsammans med Jenny Tunedal (Förlaget Anti) ISBN 978-91-9862040-5.
- 2023 – Emily Dickinson: Faskikel 26, Vi leker inte på gravar, tillsammans med Jenny Tunedal (Förlaget Anti) ISBN 978-91-9862046-7.
- 2024 – Emily Dickinson: Faskikel 13, Himmelska sår, tillsammans med Jenny Tunedal (Förlaget Anti) ISBN 978-91-531-3252-3.

## Priser och utmärkelser
- 2002 – Guldprinsen[6]
- 2003 – Göteborgs Stads författarstipendium[7]
- 2007 – Göteborgs-Postens litteraturpris[8]
- 2007 – Nöjesguidens pris för Bästa läsning
- 2007 – Nominerad till Augustpriset[9]
- 2011 – Kallebergerstipendiet[10]
- 2016 – Nominerad till Augustpriset i fackboksklassen[11]
- 2018 – Göteborgs stads arbetsstipendium för författare[12]
- 2020 – Natur & Kulturs särskilda stipendium